# Gabiano
Gabiano és un municipi situat al territori de la província d'Alessandria, a la regió del Piemont (Itàlia).
Limita amb els municipis de Camino, Cerrina Monferrato, Fontanetto Po, Mombello Monferrato, Moncestino, Palazzolo Vercellese i Villamiroglio.
Pertanyen al municipi les frazioni de Cantavenna, Mincengo, Piagera, Sessana, Varengo i Zoalengo.

## Galeria fotogràfica

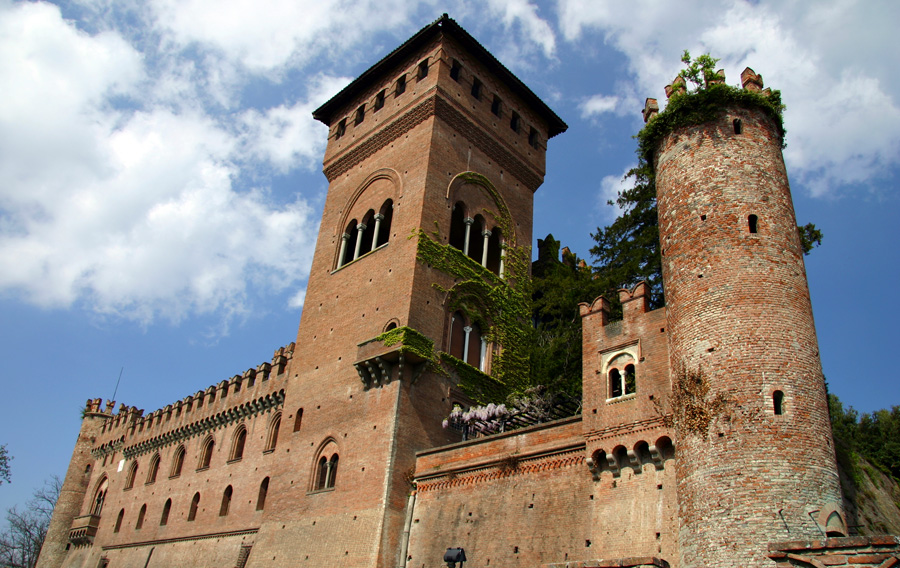
Castell
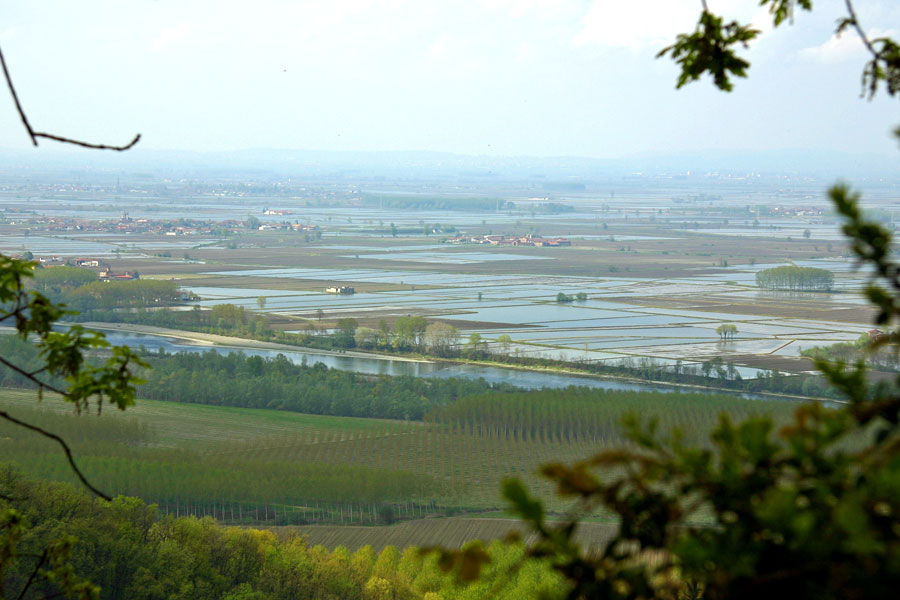
Panorama